# Flugplatz Péronne-Saint Quentin

i7
i11
i13
Das Aérodrome de Péronne-Saint Quentin (IATA-Code: XSJ, ICAO-Code: LFAG), früher Aérodrome de Mons-en-Chaussée, ist ein französischer Flugplatz in der Region Hauts-de-France im Département Somme auf den Gebieten der Gemeinden Estrées-Mons und Monchy-Lagache direkt südlich von Estrées-en-Chaussée, einem Ortsteil von Estrées-Mons. In beiden Weltkriegen diente er jeweils beiden Kriegsparteien als Militärflugplatz. Er ist heute ein zivil genutzter Flugplatz für die Allgemeine Luftfahrt.

## Geschichte
Die Ursprünge des heutigen Flugplatzes reichen zurück in die Zeit des Ersten Weltkriegs als unmittelbar südlich der Chaussee zwischen Mons und Estrées in den Jahren 1917/18 ein Feldflugplatz existierte. Während es im Westbereich lediglich Zelte und Baracken gab, befanden sich im östlichen Bereich auch einige Hangars.
Der Flugplatz wurde für das britische Royal Flying Corps (RFC) angelegt, das ihn von April 1917 bis März 1918 nutzte. Nach der Besetzung der Gegend im Verlauf der deutschen Frühjahrsoffensive wurde von April bis August 1918 von der deutschen Fliegertruppe genutzt. Im Verlauf der alliierten Gegenoffensive wurde er wieder ein RFC-Stützpunkt, dass den Flugplatz noch bis Mitte Dezember 1918 nutzte.
Kurz vor Beginn des Zweiten Weltkriegs wurde Ende August 1939 eine Flak-Kompanie auf dem alten Flugplatzgelände stationiert, die hier bis Anfang Februar 1940 blieb. Über den Monatswechsel lag für einige hier mit der Bombergruppe GB I/54 auch ein fliegender Verband der französischen Luftstreitkräfte ab Mitte September wurde Mons-en-Chaussée eine Basis der britischen Royal Air Force, die hier bis April 1940 Lysander der 4. Squadron stationierte.
Nach dem Waffenstillstand im Juni 1940 wurde der Flugplatz ein Stützpunkt der deutschen Luftwaffe. Die Deutschen bauten Péronne-Mons En Chaussé, so der seinerzeitige Name, aus. Hierzu zählten insbesondere zwei Beton Start- und Landebahnen.
Der Flugplatz war jedoch zunächst lediglich eine Reservebasis. Erst nach Beginn der Alliierten Invasion in der Normandie wurde der Flugplatz zwischen Mitte Juni und Anfang Juli 1944 von der I. Gruppe des Jagdgeschwaders 5 (I./JG 5) mitgenutzt und Ende Juni lag hier zusätzlich für eine knappe Woche die mit Bf 109G ausgerüstete II. Gruppe des Jagdgeschwaders 11 (II./JG 11). Der letzte in Peronne stationierte Verband der Luftwaffe war schließlich in der zweiten Augusthälfte 1944 die mit der Fw 190A ausgerüstete II. Gruppe des Jagdgeschwaders 26 (II./JG 26).
Nach der Einnahme des Flugfeldes durch die US Army und kurzer Instandsetzung wurde Advanced Landing Ground Advanced Landing Ground ALG A-72, so seine alliierte Codebezeichnung, bereits eine gute Woche nach Abzug der Luftwaffe von der Ninth Air Force der United States Army Air Forces (USAAF) weitergenutzt. Bis Anfang Oktober 1944 lagen hier für drei Wochen zunächst die P-38 der 474th Fighter Group. Anschließend war hier, mit einer einmonatigen Unterbrechung im April/Mai 1945, bis Dezember 1945 die 397th Bombardment Group, die mit B-26 ausgerüstet war, stationiert.
Obwohl lokale Gruppen den deutlich näher an Peronne liegenden alten Flugplatz Flamicourt als zukünftigen zivilen Flugplatz favorisierten bestimmte man 1947 in Paris den Flugplatz bei Mons-en-Chaussée als zukünftigen Flugplatz Peronnes.
Der Flugplatz diente bis in die 1950er Jahre lediglich der allgemeinen Luftfahrt. In der Mitte dieses Jahrzehnts wurde der Flugplatz als Reservebasis der NATO bestimmt, wofür eine neue jettaugliche 2.440 m lange Start- und Landebahn in Ost-West-Richtung gebaut wurde.
Mit Austritt Frankreichs aus den militärischen Strukturen der NATO 1967 wurde der Flugplatz erneut zu einem rein zivil genutzten Aérodrome, und das Areal bei Flamicourt, das nach 1947 noch begrenzt weiter genutzt wurde, endgültig als Flugplatz geschlossen.